# Alexandre Lacazette
Alexandre Lacazette (* 28. května 1991 Lyon) je francouzský profesionální fotbalista původem z Guadeloupe, který hraje na pozici útočníka za francouzský klub Olympique Lyon. Mezi lety 2013 a 2017 odehrál také 16 utkání ve francouzské reprezentaci, ve kterých vstřelil 3 branky.

## Klubová kariéra
V A-týmu Lyonu debutoval v květnu 2010 proti týmu AJ Auxerre.
V sezóně 2011/12 vyhrál s Lyonem Coupe de France (francouzský fotbalový pohár). Na začátku sezóny 2012/13 se klub utkal v Trophée des champions (francouzský Superpohár) s vítězem Ligue 1 - týmem Montpellier HSC, kterého zdolal až v penaltovém rozstřelu poměrem 4:2. Lacazette odehrál celý zápas.

V sezóně 2013/14 se dostal s Lyonem do finále Coupe de la Ligue, kde jeho tým podlehl celku Paris Saint-Germain 1:2. Lacazette vstřelil jediný gól Lyonu.
V červenci 2017 přestoupil za 60 milionů eur z Olympique do anglického klubu Arsenal FC z Londýna. Stal se do té doby nejdražší posilou Arsenalu.
V ligovém zápase proti Crystal Palace 18. října 2021 dal 200. gól své kariéry – včetně reprezentace – jeho Arsenal ale uhrál „jen“ remízu 2:2.

## Reprezentační kariéra

### Mládežnické reprezentace
Alexandre Lacazette prošel francouzskými mládežnickými reprezentacemi od kategorie U16. Byl členem francouzského týmu U17, který dokráčel do finále na Mistrovství Evropy hráčů do 17 let v roce 2008 v Turecku. Ve finále Francouze zastavilo Španělsko po výsledku 0:4.
Byl také členem týmu U19, který získal zlaté medaile na domácím Mistrovství Evropy hráčů do 19 let v roce 2010, když ve finále porazil Španělsko 2:1. Byl to druhý titul pro Francii v této věkové kategorii (první získala v roce 2005). Lacazette na turnaji vstřelil 3 góly, dva proti Rakousku v základní skupině A a vítězný ve finále Španělům.
Vzhledem k vítězství na Mistrovství Evropy devatenáctek se mladí Francouzi kvalifikovali na Mistrovství světa hráčů do 20 let 2011 v Kolumbii, kde vypadli v semifinále s Portugalskem po výsledku 0:2. Lacazette vstřelil na tomto turnaji 5 branek (stejně jako Brazilec Henrique Almeida Caixeta Nascentes a Španěl Álvaro Vázquez) a za to bral „bronzovou kopačku“.

### A-mužstvo
V květnu 2013 byl poprvé nominován do A-týmu Francie (zvaného Les Bleus) pro přátelské zápasy s Uruguayí a Brazílií na jihoamerickém turné. Debutoval pod trenérem Didierem Deschampsem 5. června 2013 v Montevideu proti Uruguayi, naskočil do hry v průběhu druhého poločasu (porážka 0:1). Zahrál si i ve druhém utkání 9. června proti Brazílii, které Francouzi prohráli 0:3.

## Úspěchy

### Individuální
- Tým roku Ligue 1 podle UNFP – 2013/14,[18] 2014/15,[19] 2016/17[20]
- Hráč měsíce Ligue 1 podle UNFP – prosinec 2014,[21] leden 2015,[21] srpen 2016[21]